# Инженерно-психологическое проектирование
Инженерно-психологическое проектирование — один из видов процесса создания прототипа или прообраза предполагаемого или возможного объекта, состояния наряду с традиционными (архитектурно-строительное, инженерно-техническое, художественным) и развиваемыми в настоящее время (организационно-технологическое, эргономическое) видами проектирования. Инженерно-психологическое проектирование направлено на создание автоматизированных систем управления (систем «человек-машина»), надёжно функционирующих в различных условиях и выполняющих социально-значимые функции. Основу инженерно-психологического проектирования составляют теоретические разработки и эмпирические исследования в области инженерной психологии.
Наряду с инженерно-психологическим проектированием выделяют техническое проектирование и дизайн (художественное проектирование). Техническое проектирование направлено на создание материально-технических компонентов объекта, а художественное проектирование — на создание эстетического качества объекта, то есть его потребительских свойств.

## Этапы инженерно-психологического проектирования
В инженерно-психологическом проектировании выделяют шесть этапов, каждый из которых содержит определённый перечень задач:
1. Анализ задач и назначения системы: определяются основные цели и характеристики (динамические и статистические) будущей системы, результат — перечень основных функций (технология), обеспечивающих достижение цели системы.
2. Распределение функций между человеком и машиной: на основе анализа возможных программно-технических средств, выбранных критериев эффективности и ограничивающих условий определяются характеристики выполнения каждой функции человеком или техническим средством, а на основе их сравнения и выбранных критериев эффективности принимается решение о том, человек или техническое средство будет осуществлять анализируемую функцию. Результатом этапа являются два перечня функций и задач в системе — функции человека и функции технических средств. Распределение функций между человеком и машиной происходит по следующим принципам[3]:
  - Принцип преимущественных возможностей: по определённым показателям сравниваются возможности человека и машины, в результате чего отдаётся преимущество либо человеку, либо машине в зависимости от задачи.
  - Принцип максимизации показателей всей системы «человек — машина»: функции в системе должны быть распределены таким образом, чтобы были достигнуты высокие показатели работы совместного действия человека и машины.
  - Принцип оптимизации информационного обмена в системе управления: функции в системе должны быть распределены так, чтобы объём и скорость предъявления информации человеку и машине соответствовали их возможностям воспринимать и перерабатывать содержащуюся в конкретный момент информацию в системе управления.
  - Принцип взаимного дополнения и резервирования человека и машины: при решении определённых задач могут быть использованы совместные возможности человека и машины, а также могут быть перераспределены между ними функции выполняемой работы.
  - Принцип ответственности: на человека возлагается выполнение ответственных задач в системе, нахождение наилучших решений в условиях неопределённости и когда имеется мало информации.
  - Принцип активности и удовлетворённости оператора: на человека возлагаются функции, которые позволят ему самоутверждаться в труде, а также быть готовым к выполнению всех необходимых задач управления в случае отказа/поломки техники.
3. Распределение функций между операторами: разрабатываются варианты выполнения отдельных функций операторами: определятся количество операторов для каждой функции, возможность совмещения функций для одного оператора для различных условий; каждый вариант организации деятельности оперативного персонала оценивается по выбранным критериям эффективности. Результат — перечень задач для каждого оператора и рабочего места, требования к связи между операторами.
4. Проектирование деятельности оператора: для каждого оператора определяется структура деятельности и разрабатывается алгоритм решения оперативных задач, разрабатываются допустимые нормы деятельности, требования к характеристикам деятельности оператора и уровню обучения.
5. Проектирование технических средств деятельности оператора: разработка требований и рекомендаций к органам управления, информационным моделям и средствам отображения информации, средствам связи и организации рабочего места.
6. Инженерно-психологическая оценка: оценка проекта системы, куда входят оценка рабочего места и условий деятельности, оценка эффективности системы, а также оценка характеристик деятельности оператора. Инженерно-психологическая оценка, также является важной составляющей каждого этапа, обеспечивающей либо утверждение наилучшего варианта решения проектной задачи и переход на следующий этап инженерно-психологического проектирования, либо поиске другого решения в случае, когда найденное решение не удовлетворяет заданным требованиям.

## Принципы инженерно-психологического проектирования
Инженерно-психологическое проектирование осуществляется на основе следующих принципов:
- Цикличность: необходимо на каждом из этапов иметь возможность вернуться на предыдущий этап с целью уточнения либо корректировки принятого решения проектных задач.
- Оптимальность: проектная задача должна быть решена оптимально, то есть так, что частные характеристики функций имеют не наилучшие значения, а приемлемые, оптимальные.
- Обоснованность степени автоматизации: при проектировании системы необходимо учитывать такие ситуации, когда высокий уровень автоматизации может негативно влиять на работу этой системы.

## Методы инженерно-психологического проектирования
В инженерно-психологическом проектировании основными являются расчётно-аналитические методы, но их использование сопровождается определёнными трудностями такими, как учёт большого количества факторов, которые влияют на характеристики проектируемого объекта, а также ограниченность этих методов при решении оптимизации деятельности.
Метод моделирования направлен на получение характеристик выполнения отдельных операций и решения широкого класса задач оператора с использованием технических средств, проверку полученных расчетно-аналитическими методами характеристик, а также на выбор наилучшего варианта организации системы на разных этапах проектирования.

### Математическое моделирование
Наиболее распространёнными математическими моделями в инженерно-психологическом проектировании являются теории информации, теории массового обслуживания, теории автоматического управления. Высокие прогностические возможности математического моделирования и его возможности обеспечения выбора наилучшего варианта организации системы зависит от того, насколько выбранное основание моделирования будет соответствовать объекту.

### Имитационное моделирование
Имитационное моделирование в инженерно-психологическом проектировании заключается в том, что происходит имитация воздействия случайных факторов на деятельность оператора и на функционирование системы «человек-машина» непосредственно в ходе самого моделирования. При этом, с помощью управляющих устройств происходит многократная реализация моделируемого процесса, окончательное решение принимается после статистической обработки всех результатов реализаций.
Имитационное моделирование имеет несколько преимуществ по сравнению с математическим:
1. За счёт возможности учёта особенностей операторской деятельности имитационное моделирование наиболее полно оценивает деятельность оператора.
2. Позволяет получить достоверные данные уже на ранних этапах проектирования.

Имитационное моделирование позволяет получить интегральные показатели качества работы системы, на основе которых может происходить выбор наилучшего варианта организации системы.

### Типы имитационного моделирования
Выделяют 2 типа имитационного моделирования:

#### Модели решения оператором отдельных конкретных задач
На основе исходных данных (структура последовательности выполнения операций, индивидуальные характеристики оператора, временные ограничения выполнения задачи, характеристики каждой операции) происходит многократное моделирование процесса решения задачи оператором. В результате этого моделирования получаются данные об условиях, факторах и закономерностях деятельности: характеристики решения оператором отдельных задач (время выполнения задачи, своевременность их выполнения); поток решаемых оператором задач (моменты поступления задач, приоритет и характер поступающих задач) и поток ошибок оператора (моменты возникновения ошибок, их последействие, время исправления).

#### Модели функционирования оператора в условиях потока отдельных конкретных задач (модели обслуживания)
Основное отличие второго вида моделей от первого состоит в том, что в моделях обслуживания характеристики решения оператором отдельных задач, поток задач и поток ошибок оператора являются исходными данными, а не результатами моделирования, как в первом типе моделей. С помощью моделей обслуживания вычисляются характеристики деятельности оператора (степень загрузки, периоды занятости, своевременность решения задач и др.). На основе полученных результатов можно сделать выводы о допустимых темпах поступления задачи, о загрузке оператора и о частоте появления различных ситуаций в системе «человек-машина».
Результаты моделирования используются при разработке требований к условиям и средствам операторской деятельности, а также при определении допустимых значений характеристик этой деятельности.